# Автоноя (дъщеря на Пирей)
Вижте пояснителната страница за други значения на Автоноя.
Автоноя в древногръцката митология е дъщеря на Пирей и любимка на Херакъл, от когото ражда Палемон.